# 高窪貞人
髙窪 貞人（たかくぼ さだと、1932年6月3日 - ）は、日本の法学者（刑事法・英米法）。青山学院大学名誉教授。

## 略歴
出典：
東京都新宿区生まれ。都立日比谷高校を経て、1955年、中央大学法学部卒業。1964年、中央大学大学院法学研究科刑事法専攻博士課程単位取得退学。
1967年、青山学院大学法学部専任講師着任。1968年、助教授、1971年、厚生部長、1972年、学生部長、1974年、教授就任。1983年、判例研究所長。1985年、法学部長。1989年、総合研究所法学研究センター室長。1993年、法学会長。2001年青山学院大学を定年退職、同名誉教授。関東学院大学法学部教授。2004年関東学院大学法科大学院教授。
所属学会：日本刑法学会、比較法学会

## 親族
親族は、父が商法学者の高窪喜八郎（元中央大学教授）、兄が商法学者の高窪利一中央大学名誉教授、甥が工学者の高窪統中央大学教授であった。

## 主著
- 『演習ノート　刑事訴訟法（第4版）』（編著、法学書院、2008年）
- 『イギリス法入門（5訂版）』（中央大学出版部、1997年）
- 『刑法総論（全訂版）　青林教科書シリーズ』（共著、青林書院、1997年）
- 『刑法各論（全訂版）　青林教科書シリーズ』（共著、青林書院、1996年）
- 『刑事訴訟法概論（新版）』（蒼文社、1985年）
- 『刑法（司法書士合格基本選書　3）』（東京法経学院、1984年初版・2003年新訂3版）